# 254. Infanterie-Division (Wehrmacht)
La 254. Infanterie-Division fu una divisione dell'esercito tedesco attiva durante la seconda guerra mondiale, che venne creata nel 1939 e fu impiegata nella campagna di Francia e sul fronte orientale, dove fu catturata nel 1945.

## Storia

### Formazione e campagna di Francia
La divisione fu costituita il 26 agosto 1939 e dopo la sua formazione, fu trasferita nell'Eifel a metà settembre, come riserva militare della 5. Armee. Nell'ottobre 1939 fu trasferita nella zona tra Kempen e Goch, sul Basso Reno, dove rimase fino all'inizio della campagna di Francia, quando venne schierata nella zona di Emmerich. All'inizio della campagna attraversò la Mosa ed il Lys, occupando l'area tra Courtrai e Ypres. Durante la seconda parte della campagna rimase nell'area di Dunkerque con compiti di protezione costiera. Nel luglio 1940 fu trasferita a Lille e a settembre a Rouen. Il 17 novembre 1940 cedette un terzo delle sue unità alla 320. Infanterie-Division.

### Fronte orientale
Nel maggio 1941 la divisione venne trasferita nella Prussia orientale e dal 22 giugno 1941 prese parte all'operazione Barbarossa, avanzando dalla zona di Eydtkau verso la zona di Riga e poi in Estonia, dove prese parte alle battaglie per Tallinn ad agosto. Continuò poi l'avanzata verso Leningrado e da gennaio a giugno 1942, combatté sul Volkhov e fino alla fine dell'anno rimase a ovest di Volkhov, a nord di Novgorod. Nel febbraio 1943 fu trasferita nell'area di Demyansk e poi a Staraya Russa e nell'aprile 1943 tornò a combattere davanti a Leningrado; a cavallo tra il 1943 ed il 1944 combatté a sud del Lago Ladoga. La divisione fu poi trasferita alla 1. Panzerarmee e dopo un breve schieramento vicino a Vinnitsa, fu collocata a Kamenets-Podolsk, dove fu accerchiata. Dopo essere riuscita a uscire dalla sacca, combatté vicino a Buczacz e poi a Horodenka. Il 10 maggio 1944 due reggimenti furono sciolti e sostituiti dai resti della 82. Infanterie-Division. La successiva ritirata portò la divisione attraverso i Carpazi fino alla zona di Košice ed infine in Slesia, dove fu fatta prigioniera dalle truppe dell'Armata rossa.

## Ordine di battaglia

### 254. Infanterie-Division 1939
- Infanterie-Regiment 454
- Infanterie-Regiment 474
- Infanterie-Regiment 484
- Artillerie-Regiment 254
- Pionier-Bataillon 254
- Panzerabwehr-Abteilung 254
- Aufklärungs-Abteilung 254
- Infanterie-Divisions-Nachrichten-Abteilung 254
- Divisions-Nachschubführer 254[1]

### 254. Infanterie-Division 1944
- Divisionsgruppe 82
- Grenadier-Regiment 454
- Grenadier-Regiment 484
- Divisions-Füsilier-Bataillon 254
- Feldersatz-Bataillon 254
- Artillerie-Regiment 254
- Pionier-Bataillon 254
- Panzerjäger-Abteilung 254
- Infanterie-Divisions-Nachrichten-Abteilung 254
- Divisions-Nachschubführer 254[1]

## Decorazioni
Alcuni soldati della 256. Infanterie-division furono premiati per le loro azioni in guerra:
- Croce Tedesca
  - in oro: 23
- Croce di Cavaliere della croce di ferro: 6
  - Croce di Cavaliere con foglie di quercia: 1
- Distintivo per combattimenti ravvicinati:
  - in bronzo: 2

## Comandanti
- Generalmajor Friedrich Koch (26 agosto 1939 - 30 aprile 1940)
- Generalleutnant Walter Behschnitt (30 aprile 1940 - 20 luglio 1941)
- Oberst Gerhard von Schwerin (20 luglio 1941 - agosto 1941)
- Generalleutnant Walter Behschnitt (agosto 1941 - 1° maggio 1942)
- Generalmajor Friedrich Köchling (1° maggio 1942 - 5 settembre 1942)
- Oberst Hellmuth Reymann (5 settembre 1942 - 19 novembre 1942)
- Generalleutnant Friedrich Köchling (19 novembre 1942 - 16 agosto 1943)
- Generalleutnant Alfred Thielmann (16 agosto 1943 - 31 dicembre 1944)
- Generalmajor Richard Schmidt (31 dicembre 1944 - 8 maggio 1945)